# Eduard Heger
Eduard Heger, slovaški politik; * 3. maj 1976, Bratislava.
Med 1. aprilom 2021 in 15. majem 2023 je bil predsednik vlade Slovaške, pred tem je od leta 2020 opravljal funkcijo podpredsednika vlade in ministra za finance v vladi Igorja Matoviča. Je član stranke Navadni ljudje. V prejšnjem volilnem mandatu je bil član državnega sveta.

## Izobraževanje in poklicna kariera
Leta 1999 je končal študij na Ekonomski fakulteti Univerze za ekonomijo v Bratislavi.
Po diplomi je postal pomočnik generalnega direktorja slovaškega podjetja Intercomp Imex, ki se ukvarja s proizvodnjo kopalniške opreme. V letih 1998-1999 je deloval kot vodja skupine restavracij Kohútik v Bratislavi, med letoma 1999 in 2000 pa bil direktor prodaje v podjetju EBI. Med letoma 2001 in 2005 je delal kot svetovalec ameriškega podjetja Cubic Application, ki je delovalo kot svetovalna skupina slovaškega obrambnega ministrstva. Od leta 2005 do leta 2007 je bil upravnik krščanske skupnosti pod upravo katedrale sv. Martina v Bratislavi. Od leta 2007 do 2016 je bil zaposlen v ZDA kot tamkajšnji vodja za slovaškega proizvajalca vodke Old Nassau.

## Politična kariera
Na slovaških parlamentarnih volitvah leta 2016 je kandidiral na 24. mestu liste protikorupcijskega gibanja OĽaNO. Prejel je več kot 15 tisoč glasov in kot 10. na listi bil izvoljen za poslanca. Postal je predsednik poslanske skupine OĽaNO, predsednik Odbora državnega sveta za nadzor vojaške obveščevalne službe in član odborov Državnega sveta za ekonomske in evropske zadeve . Bil je zelo aktiven in kritik vlade. Med mandatom je bil ocenjen kot drugi najaktivnejši član Državnega sveta. Predstavil je 173 zakonov in v parlamentu govoril 680-krat. Sestavil je ekonomski program svojega gibanja za "zdrave" javne finance in predstavil sveženj ukrepov za boj proti birokraciji. Prav tako je sodeloval in organiziral več protikorupcijskih in protivladnih protestov. V mandatu je bil tudi soorganizator pobude Stop Gambling, ki se je borila za prepoved igralništva in igralnih avtomatov.
Po zmagi stranke OĽaNO na volitvah leta 2020 je Heger v novi vladi premierja Igorja Matoviča postal minister za finance in podpredsednik vlade. V svojem kratkem mandatu se je moral soočiti z velikim fiskalnim šokom svetovne pandemije COVID-19. Najpomembnejši nalogi v zvezi s pandemijo sta bili zagotavljanje sposobnosti Slovaške, da financira svoje potrebe po porabi, in nadzorovanje priprave nacionalnega načrta za okrevanje in odpornost za dostop do financiranja Evropske unije naslednje generacije. 1. aprila 2021 je prišlo do rekonstrukcije vlade kot odgovor na zahteve koalicijskih partneric podmladka OĽaNO, strank Svoboda in solidarnost ter Za ljudstvo, ki niso več podpirale vlade z Igorjem Matovičem kot premierjem. Heger je tako postal predsednik vlade, prejšnji premier Matovič pa je prevzel ministrstvo za finance.

### Predsednik vlade
Heger je kot premier dobil pohvale koalicijskih partnerjev za svoje diplomatske sposobnosti, ki so omogočile konstruktivnejše delovanje vlade v primerjavi z njegovim predhodnikom Igorjem Matovičem. Obenem kritiki poudarjajo neavtonomnost Hegerja v odnosu do Matoviča, ki je ostal predsednik stranke OĽaNO. Na mednarodnem prizorišču je Heger postal znan po svoji močni podpori Ukrajini v ruski invaziji nanjo v letu 2022, kar se je pokazalo v več pošiljkah slovaškega orožja Ukrajini, podpori članstvu Ukrajine v Evropski uniji in osebnem obisku Kijeva ter okoliških območij, ki jih je aprila 2022 opustošila ruska vojska, skupaj s predsednico Evropske komisije Ursulo von der Leyen in visokim predstavnikom Unije Josepom Borrellom.
Heger je bil kot premier odločen podpornik Ukrajine v njeni obrambi pred rusko invazijo. Slovaška je Ukrajini dobavila velike količine orožja, vključno s svojim edinim raketnim sistemom S-300, Heger pa je osebno lobiral pri voditeljih Evropske unije za članstvo Ukrajine v EU. Na Svetovnem gospodarskem forumu v Davosu je Heger pojasnil, da njegova podporo Ukrajini izhaja iz njegovega prepričanja, da bi bila Slovaška naslednja napadena s strani Rusije, če bi bila Ukrajina poražena. Februarja 2023 je Heger izrazil, da bi bil pripravljen poslati slovaške poklicne bojne enote v boj v Ukrajino kot del zavez slovaškega zavezništva.
7. marca 2023 je Heger napovedal svoj odhod iz stranke OĽaNO. Pridružil se je politični stranki Demokrati (prejšnja Skupaj – Državljanska demokracija). Njegov nekdanji politični kolega, krščanski demokrat KÚ in evangelizator Branislav Škripek je komentiral, da je Hegerjev odhod iz konservativne politike obžalovanja vreden. 7. maja 2023 je Heger podal svoj odstop s položaja premierja, že nekaj dni prej pa je odstopilo več ministrov.

### Politični nazori
Njegovi politični partnerji iz vlade ga opisujejo kot skromnega, poslušnega in spodobnega človeka. Ima jasna stališča in zagovarja zmerno konservativna in liberalno konservativna gledanja na področja drog, splava ali LGBT. Odločno je proti splavu in pravi, da se človeško življenje začne ob spočetju. Kljub temu zavrača "polarizirajočo" razpravo o splavu na Slovaškem.
Heger je kot finančni minister podpiral prenos davčne obremenitve z neposredne na obdavčitev nepremičnin. Njegovi načrti so naleteli na močan odziv na družbenih omrežjih, kjer so se pojavile trditve o neizbežnem obsežnem dvigu davka na nepremičnine. Heger je te trditve označil za "prevaro" in izjavil, da njegova reforma ne bo povečala celotne davčne obremenitve, temveč z znižanjem dohodnine spodbudila družine in podjetja, da delajo in vlagajo. Reforma ni bila nikoli izvedena, verjetno zaradi Hegerjevega kratkotrajnega mandata na položaju finančnega ministra. 
Heger verjame v pomen evropskih vrednot, kot so človekove pravice in pravica do svobode izražanja. Podprl je tudi zaščito manjšin. Opozoril je, da bo Slovaška zavzela nevtralno držo v kontroverznem madžarskem zakonu o LGBT. Slovaška pod njegovim premierskim mandatom ni podpisala skupnega pisma o boju proti diskriminaciji skupnosti LGBT, ki ga je podpisalo 17 drugih voditeljev EU.

## Osebno življenje
Ima štiri otroke in je poročen z ženo Lucijo. Je globoko veren, v prostem času je deloval na več funkcijah katoliške cerkve na Slovaškem. Po smrti očeta leta 1999 se je iz ateista spreobrnil v krščanstvo.